# Nunțiatură apostolică
     Relații diplomatice
     Alte relații

Relațiile diplomatice ale Sfântului Scaun
Relații diplomatice
Alte relații

Nunțiatura apostolică e o misiune diplomatică de maxim rang în cadrul Sfântului Scaun, echivalentul unei ambasade sau o misiune diplomatică de primă clasă, înaintea Statelor cu care întreține relații diplomatice. 
Ea exercită atât funcții diplomatice cât și ecleziastice, respectiv întreține relații cu state de reședință guvernate de dreptul internațional dar întreține relații și cu organul internațional catolic de pe acel teritoriu care sunt guvernate de normele dreptului canonic catolic. Șeful nunțiaturii papale are același rang cu cel al ambasadorului.
Șeful nunțiaturii se numește Nuncio (ambasador papal). Nuncio este un titlu diplomatic ecleziastic derivat din latinescul Nuntius, semnificând trimis (sol). Un Nuncio Papal (oficial cunoscut ca și Nuncio Apostolic) este un reprezentant diplomatic permanent (șeful misiunii diplomatice) al Sfântului Scaun în relația cu alte state sau organizații internaționale (de exmplu, Liga Arabă), având rangul de ambasador extraordinar și plenipotențiar, în mod normal având și rangul de arhiepiscop.
În plus, Nuncio servește ca legătură între Sfântul Scaun și Biserică în cadru particular, supervizând episcopatele, dieceze (în mod normal ca o conferință națională de episcopi ce au propriul lor scaun fiecare, cei mai înalți în grad (arhi)episcopi și în special dacă tronurile lor au titlu de prim sau au fost numiți cardinal individual) și are un important rol în selectarea episcopilor.
Uneori, nunțiatura apostolică poate fi condusă și de către un pronunțiu.